# Departament de Nueva Segovia
El Departament de Nueva Segovia és un departament de Nicaragua. La seva capçalera departamental és la ciutat d'Ocotal. Limita al sud amb el departament de Madriz; a l'est amb el departament de Jinotega i a l'oest i nord amb la República d'Hondures, de la qual la separa, com a frontera natural, la serralada de Dipilto i Jalapa, en la qual destaca el turó Mogotón, el punt més elevat de Nicaragua amb 2.108 metres d'altura.

## Municipis
1. Ciudad Antigua
2. Dipilto
3. El Jícaro
4. Wiwilí
5. Jalapa (Nicaragua)
6. Macuelizo (Nicaragua)
7. Mozonte
8. Murra
9. Ocotal
10. Quilalí
11. San Fernando
12. Santa María

## Història
Nueva Segovia va ser una de les primeres regions colonitzades pels conqueridors espanyols. En 1525 Gabriel de Rojas va explorar el territori a la recerca de mines d'or.
En 1543, Diego de Castañeda va fundar la primera població de Segovia (Ciutat Vella) nomenant-la així per afalagar al governador Rodrigo de Contreras, natural d'allí. Es trobava localitzada en l'afluència dels rius Coco i Jícaro, prop de l'actual Quilalí, però va ser envaïda i cremada per indis de la regió, possiblement matagalpes, anomenats aleshores xicaques.
En 1611, es funda la segona Segovia (actual Ciudad Antigua), una pròspera població colonial diverses vegades assaltada pels pirates i aventurers anglesos que auxiliats pels miskitos remuntaven el riu Coco. En 1688 va ser cremada pels bucaners, en el seu últim i fallit intent per saquejar l'argenteria del temple.
En 1780, es va fundar el poblat d'Ocotal en el seu actual assentament. Abans de la Guerra Nacional de Nicaragua de 1856-1857, la província de Segòvia abastava tota la regió nord de Nicaragua. El Departament de Nova Segòvia va ser creat en 1858; comprenia llavors els actuals departaments de Madriz i Nord d'Esteli, i l'extensa comarca de Bocay (Matagalpa-Jinotega).
En successius desmembraments ha quedat reduït a la seva extensió actual, incloent una banda de 12 quilòmetres a l'oest i paral·lela al ric Coco, annexada recentment al municipi de Güigüilí, en el departament de Jinotega.